# Kazimierz Krajewski
Kazimierz Krajewski (ur. 1955) – polski historyk specjalizujący się w historii Polski i powszechnej XX wieku, główny specjalista Oddziałowego Biura Badań Historycznych IPN w Warszawie.

## Życiorys
26 czerwca 2012 uzyskał stopień doktora nauk humanistycznych na Wydziale Humanistycznym UWM w Olsztynie.
W 1997 otrzymał Nagrodę Krajową „Przeglądu Wschodniego”, w 2010 nagrodę im. Jerzego Ślaskiego przyznawaną przez Światowy Związek Żołnierzy Armii Krajowej, w 2015 był nominowany do Nagrody Historycznej Identitas, został laureatem nagrody historycznej prezydenta Olsztyna im. Bohdana Jerzego Koziełło-Poklewskiego, laureatem nagrody „Źródło” VII Festiwalu Filmowego „Niepokorni, Niezłomni, Wyklęci”, a także laureatem nagrody jury w konkursie Książka Historyczna Roku, za najlepszą książkę naukową poświęconą dziejom Polski i Polaków w XX wieku.
27 września 2009 za wybitne zasługi w upowszechnianiu wiedzy o najnowszej historii Polski został odznaczony Krzyżem Kawalerskim Orderu Odrodzenia Polski. 24 października 2017 za wybitne zasługi w pielęgnowaniu pamięci o najnowszej historii Polski, za działalność kombatancką i społeczną został odznaczony Krzyżem Oficerskim Orderu Odrodzenia Polski. Otrzymał także Złoty Medal Reipublicae Memoriae Meritum.
Zapytany o mord „Huzara” w Sokołach, odpowiedział: „Jak się wojuje z komunistami, jak się strzela do komunistów, trudno nie trafić także i do Żyda”.

## Publikacje książkowe
Autor m.in.:
- Uderzeniowe Bataliony Kadrowe 1942–1944, Warszawa: PAX, 1993
- Na ziemi nowogródzkiej. „NÓW” – Nowogródzki Okręg Armii Krajowej, Warszawa: PAX, 1997
- „Szczęsny” generał Stanisław Karolkiewicz 1918-2009, Warszawa: Rytm, 2010
- Jan Borysewicz „Mściciel” „Krysia” 1913-1945, Warszawa: Rytm, 2014
- Na straconych posterunkach. Armia Krajowa na kresach wschodnich II Rzeczypospolitej 1939–1945, Warszawa: Wyd. Literackie, 2015[15]
- Czesław Zajączkowski „Ragner” 1917–1944, Szczecin: IPN, 2021.

Współautor m.in.:
- Białostocki Okręg AK-AKO. VII 1944-VIII 1945, Warszawa: Volumen, 1997
- „Łupaszka” „Młot” „Huzar”. Działalności 5 i 6 Brygady Wileńskiej AK 1944-1952, Warszawa: Volumen, 2002
- Konspiracja i opór społeczny w Polsce 1944–1956. Słownik biograficzny, T. 1-5, Warszawa: IPN, 2002–2010
- Warszawa miasto w opresji, Warszawa: IPN, 2010
- Brygady „Łupaszki” 5 i 6 Wileńska Brygada AK w fotografii 1943–1952, Warszawa: IPN, 2010
- „Żołnierze Wyklęci” Mazowsza i Podlasia 1944-1952, Warszawa: IPN, 2011
- Mazowsze i Podlasie w ogniu 1944-1956. T. 4. Powiat Siedlce. Warszawa: Rytm-IPN, 2012
- Wyklęci 1944–1963. Żołnierze podziemia niepodległościowego w latach 1944–1963, Warszawa: IPN, 2017